# Beauly (rzeka)
Beauly (ang. River Beauly, gael. Abhainn nam Manach) – rzeka w północnej Szkocji, w hrabstwie Highland.
Rzeka powstaje z połączenia rzek Farrar i Glass, nieopodal wsi Struy. Płynie w kierunku północno-wschodnim, w końcowym biegu przepływa przez miasto Beauly. Uchodzi do zatoki Beauly Firth, będącej odnogą Moray Firth.